# 1811 aux échecs
| Années des échecs : 1808 - 1809 - 1810 - 1811 - 1812 - 1813 - 1814    |
| Décennies des échecs : 1780 - 1790 - 1800 - 1810 - 1820 - 1830 - 1840 |

Cet article présente les faits marquants de l'année 1811 aux échecs.

## Divers
- Johann Baptist Allgaier publie « Neue Theoretisch, pratische Anweisung zum Schachspiele », utilisant les tables d’ouverture pour la première fois[1].
- La dernière copie du premier livre écrit sur la pratique des échecs est détruit[1].
- Eugène-Rose de Beauharnais devient propriétaire du Turc mécanique pour 30000 francs[1].

## Naissances
- 19 mars : Josef Kling, pionnier dans l’analyse des finales de partie[1].
- 3 août : Wilhelm Hanstein, membre de la Pléiade berlinoise [1].